# The Southern Star
The Southern Star o La Estrella del Sur son los dos nombres que utilizó un periódico bilingüe editado en Montevideo, virreinato del Río de la Plata entre mayo y julio de 1807. 

## Historia
Fue el primer periódico editado en dicha ciudad, aunque su existencia se prolongó solo por el par de meses que Montevideo estuvo bajo el poder británico durante la segunda de las Invasiones Inglesas. El periódico fue utilizado por los británicos como un medio para promover el libre comercio y alentar la lealtad a la Corona británica como alternativa para promover el independentismo de la Corona española. 
Entre los redactores del periódico se encontraron el militar y escritor español Francisco Cabello y Mesa, el político y escritor sudamericano Manuel Aniceto Padilla y el británico Guillermo Giole que redactaba la parte en inglés bajo el seudónimo "Veritas".
La Real Audiencia de Buenos Aires prohibió la introducción o difusión del periódico en la ciudad de Buenos Aires, y penalizó a aquellos que poseyeran ejemplares no autorizados, con penas que podían llegar a la de "traición al rey y al estado". Se le pidió a Mariano Moreno que escribiera contraeditoriales, pero dado que Moreno no estaba completamente en desacuerdo con las críticas al régimen español, prefirió no hacerlo. 
Tras la derrota y expulsión de los británicos de Montevideo, el periódico fue cerrado y las maquinarias de su imprenta trasladadas a Buenos Aires, para engrosar las existentes en la Casa de Niños Expósitos.